# Thymelicus sylvestris
Thymelicus sylvestris é uma espécie de insetos lepidópteros, mais especificamente de borboletas pertencente à família Hesperiidae.
A autoridade científica da espécie é Poda, tendo sido descrita no ano de 1761.
Trata-se de uma espécie presente no território português.

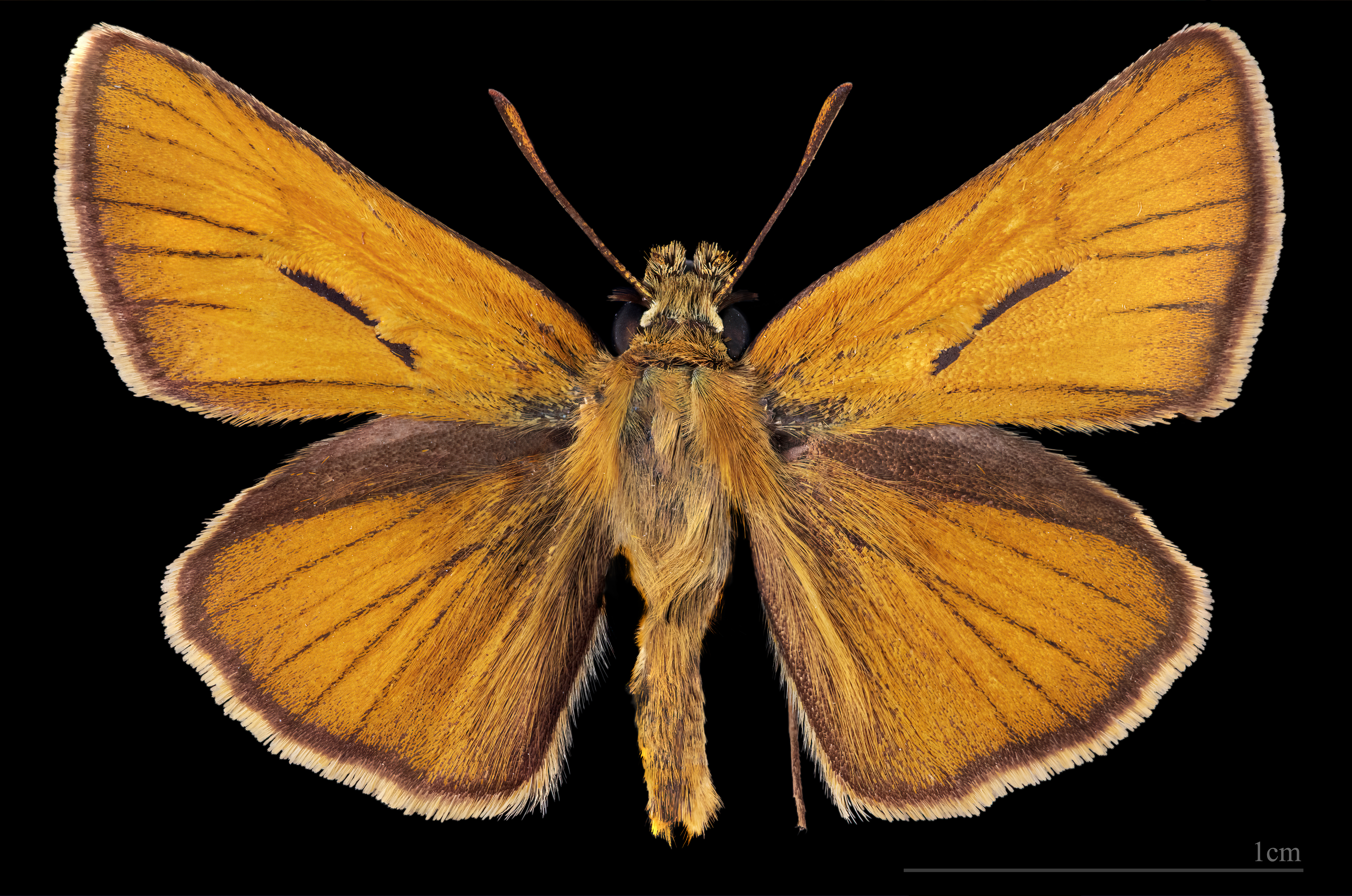
Thymelicus sylvestris ♂
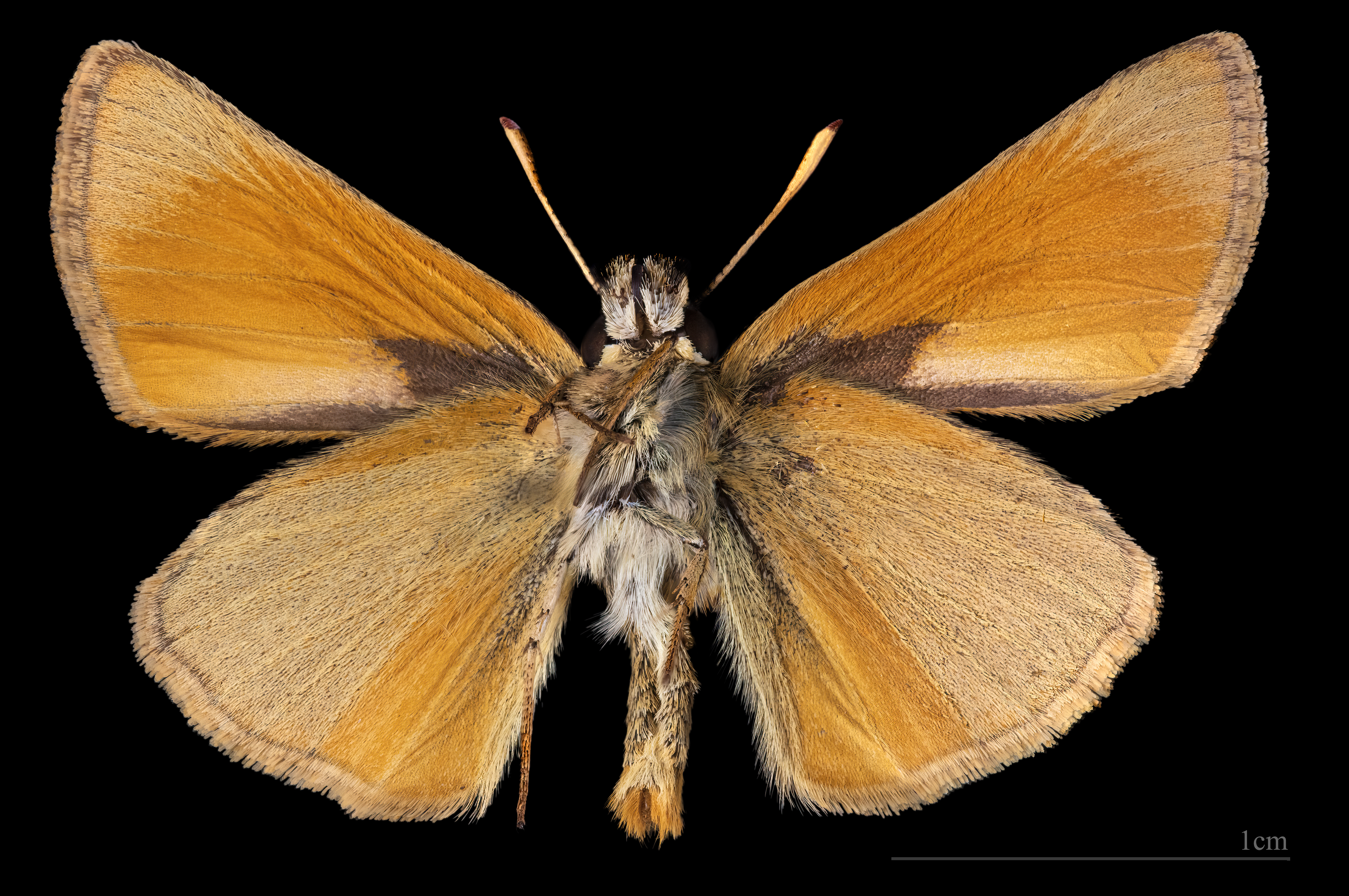
♂ △